# 欧什主教座堂

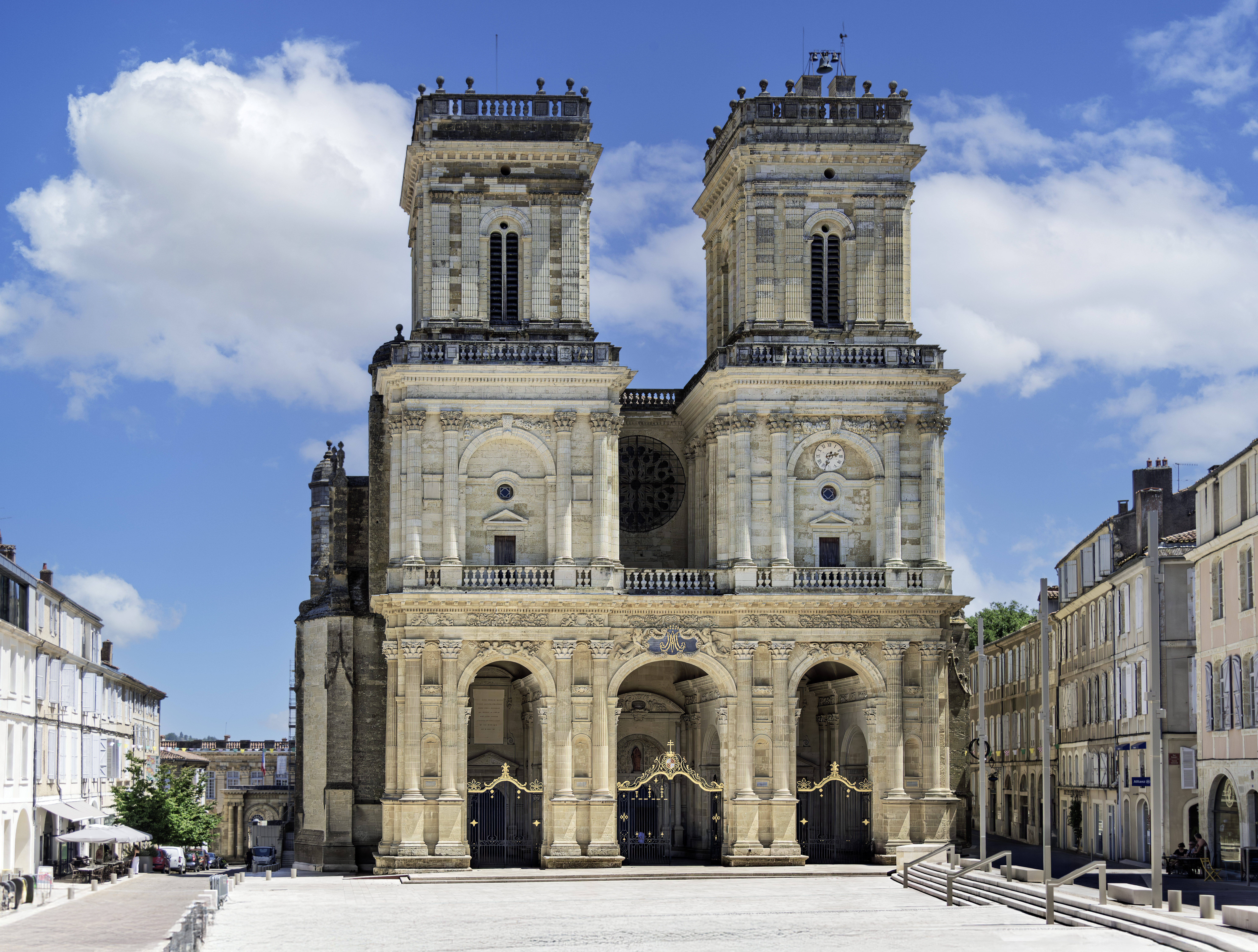
欧什主教座堂

欧什主教座堂（Cathédrale Sainte-Marie d'Auch）是天主教欧什总教区的主教座堂，法国的国家历史文物，位于法国西南部南部-比利牛斯大区热尔省的欧什。根据1801年教务专约，该教区被撤销并入天主教阿让教区，1822年恢复。
欧什主教座堂拥有18扇文艺复兴花窗玻璃。

Gallery
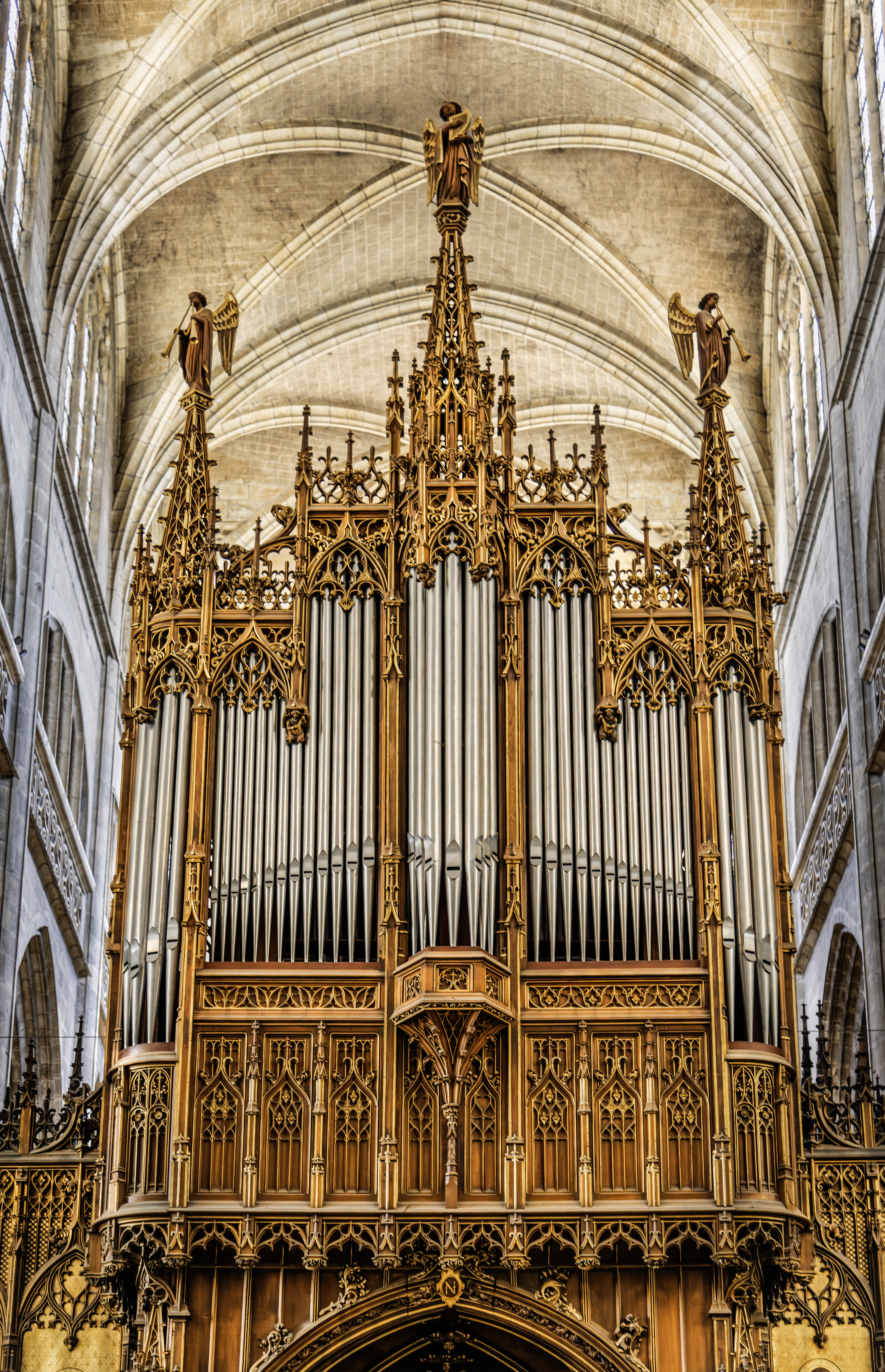
(Auch) 聖瑪麗多赫大教堂 - 唱詩班管風琴
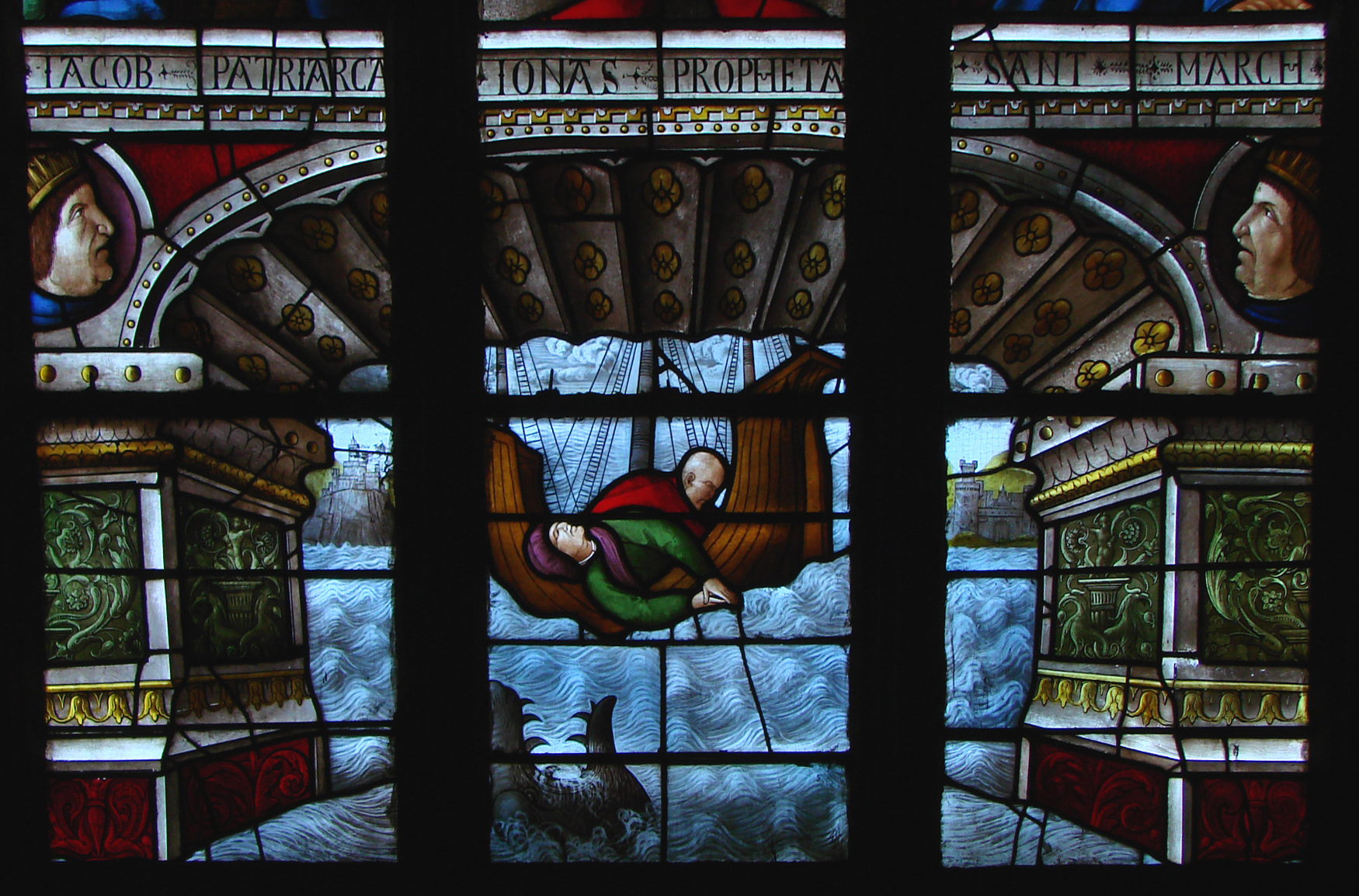
花窗玻璃
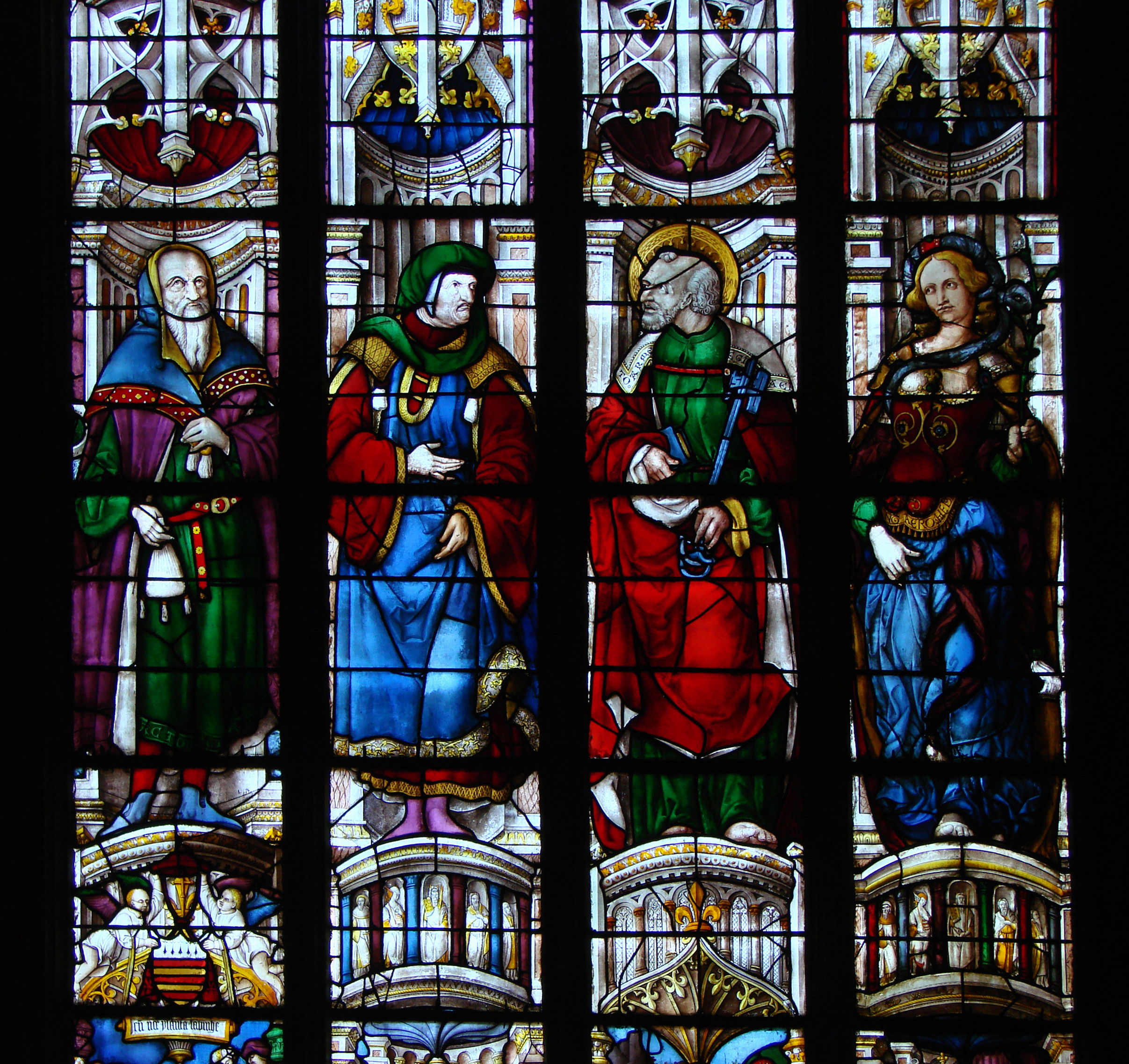
花窗玻璃